# 276. Volksgrenadier-Division

276. Volksgrenadier-Division

Die 276. Volksgrenadier-Division war eine deutsche Volksgrenadier-Division im Zweiten Weltkrieg.

## Divisionsgeschichte
Die Division wurde am 4. September 1944 auf dem Truppenübungsplatz Gruppe in Westpreußen durch Umbenennung der 580. Volksgrenadier-Division, welche sich dort ab 26. August 1944 im Rahmen der 32. Aufstellungswelle in der Aufstellung befand, aufgestellt.
Kommandeur wurde der ehemalige Kommandeur der aufgelösten 580. Volksgrenadier-Division, Generalmajor Kurt Möhring. Am 15. November 1944 erfolgte der Transport der Division an die Westfront nach Luxemburg. Hier kam sie zur Heeresgruppe B und war zur Verfügung bei der 7. Armee, wo sie bis zu ihrer Vernichtung blieb. Im Dezember 1944 kam die Division bei der Ardennenoffensive zum Einsatz, wobei sie hierbei hohe Verluste erlitt. Der aufgrund Erfolglosigkeit abgesetzte Divisionskommandeur Möhring wurde am 18. Dezember 1944 während seine Abreise bei einem amerikanischen Hinterhalt getötet. Sein Nachfolger Dempwolff wurde am 18. Januar 1945 verwundet und musste sein Kommando kurzzeitig abgeben. Dempwolff kehrte mit seiner Beförderung zum Generalmajor am 1. März 1945 in das Kommando zurück.
Im März 1945 wurde die Division in Luxemburg vernichtet. Die Reste kämpften im gleichen Monat im Hunsrück, gingen im April 1945 aus dem Ruhrkessel heraus in Kriegsgefangenschaft und die Division wurde anschließend bei der Heeresgruppe G aufgelöst.
In der Karwoche kamen wohl versprengte Truppenteile bei der Schlacht um Aschaffenburg zum Einsatz.

## Gliederung
- Grenadier-Regiment 986 mit zwei Bataillonen (aus Grenadier-Regiment 1198)
- Grenadier-Regiment 987 mit zwei Bataillonen (aus Grenadier-Regiment 1199)
- Grenadier-Regiment 988 mit zwei Bataillonen (aus Grenadier-Regiment 1200)
- Artillerie-Regiment 276 mit vier Batterien (aus Artillerie-Regiment 1580)
- Divisionseinheiten 276 aus Divisionseinheiten 1580

## Kommandeure
- Generalmajor Kurt Möhring. von der Aufstellung bis 18. Dezember 1944 (†)
- Oberst Hugo Dempwolff: vom 18. Dezember 1944 bis 18. Januar 1945
- Oberst Werner Wagner: vom 18. Januar 1945 bis 1. März 1945
- Generalmajor Hugo Dempwolff: vom 1. März 1945 bis zur Auflösung